# 蔡州 (河南省)
蔡州（さいしゅう）は、中国にかつて存在した州。隋代から元初にかけて、現在の河南省駐馬店市一帯に設置された。

## 魏晋南北朝時代
北魏により設置された豫州を前身とする。580年（大象2年）、北周により舒州と改称された。

## 隋代
隋初には、舒州は豫州と改称され、5郡を管轄した。602年（仁寿2年）に溱州と改称され、606年（大業2年）に蔡州と改称された。607年（大業3年）、郡制施行に伴い蔡州は汝南郡と改称され、下部に11県を管轄した。隋代の行政区分に関しては下表を参照。
| 州   | 豫州                                                                         | 豫州                                                                         | 豫州                                                                         | 豫州                                                                         | 豫州                                                                         | 洧州                                                                         | 灊州                                                                         | 永州                                                                         | 息州                                                                         | 息州                                                                         | 息州                                                                         |
| 郡   | 汝南郡                                                                       | 文城郡                                                                       | 初安郡                                                                       | 臨潁郡                                                                       | 広寧郡                                                                       | -                                                                            | -                                                                            | 城陽郡                                                                       | 汝南郡                                                                       | 新蔡郡                                                                       | 梁安郡                                                                       |
| 県   | 上蔡県 保城県                                                                | 武陽県 灈陽県                                                                | 安昌県                                                                       | 西平県                                                                       | 新蔡県                                                                       | -                                                                            | -                                                                            | 義興県 城陽県 真陽県                                                         | 新息県 安陽県 白狗県                                                         | 苞信県 長陵県                                                                | 朗中県                                                                       |
| 区分 | 大業3年                                                                      | 大業3年                                                                      | 大業3年                                                                      | 大業3年                                                                      | 大業3年                                                                      | 大業3年                                                                      | 大業3年                                                                      | 大業3年                                                                      | 大業3年                                                                      | 大業3年                                                                      | 大業3年                                                                      |
| 郡   | 汝南郡                                                                       | 汝南郡                                                                       | 汝南郡                                                                       | 汝南郡                                                                       | 汝南郡                                                                       | 汝南郡                                                                       | 汝南郡                                                                       | 汝南郡                                                                       | 汝南郡                                                                       | 汝南郡                                                                       | 汝南郡                                                                       |
| 県   | 汝陽県 呉房県 朗山県 西平県 新蔡県 城陽県 真陽県 新息県 褒信県 上蔡県 平輿県 | 汝陽県 呉房県 朗山県 西平県 新蔡県 城陽県 真陽県 新息県 褒信県 上蔡県 平輿県 | 汝陽県 呉房県 朗山県 西平県 新蔡県 城陽県 真陽県 新息県 褒信県 上蔡県 平輿県 | 汝陽県 呉房県 朗山県 西平県 新蔡県 城陽県 真陽県 新息県 褒信県 上蔡県 平輿県 | 汝陽県 呉房県 朗山県 西平県 新蔡県 城陽県 真陽県 新息県 褒信県 上蔡県 平輿県 | 汝陽県 呉房県 朗山県 西平県 新蔡県 城陽県 真陽県 新息県 褒信県 上蔡県 平輿県 | 汝陽県 呉房県 朗山県 西平県 新蔡県 城陽県 真陽県 新息県 褒信県 上蔡県 平輿県 | 汝陽県 呉房県 朗山県 西平県 新蔡県 城陽県 真陽県 新息県 褒信県 上蔡県 平輿県 | 汝陽県 呉房県 朗山県 西平県 新蔡県 城陽県 真陽県 新息県 褒信県 上蔡県 平輿県 | 汝陽県 呉房県 朗山県 西平県 新蔡県 城陽県 真陽県 新息県 褒信県 上蔡県 平輿県 | 汝陽県 呉房県 朗山県 西平県 新蔡県 城陽県 真陽県 新息県 褒信県 上蔡県 平輿県 |

## 唐代
621年（武徳4年）、唐が王世充を平定すると、汝南郡は豫州と改められた。742年（天宝元年）、豫州は汝南郡と改称された。758年（乾元元年）、汝南郡は豫州と改称された。762年（宝応元年）、豫州は蔡州と改称された。蔡州は河南道に属し、汝陽・朗山・遂平・郾城・上蔡・新蔡・褒信・新息・平輿・西平・真陽の11県を管轄した。

## 宋代
北宋のとき、蔡州は京西北路に属し、汝陽・上蔡・新蔡・褒信・遂平・新息・確山・真陽・西平・平輿の10県を管轄した。
金のとき、蔡州は南京路に属し、汝陽・遂平・上蔡・西平・確山・平輿の6県と保城・毛宗の2鎮を管轄した。

## 元代
1293年（至元30年）、元により蔡州は汝寧府に昇格した。